# Tori Bowieová
Frentorish „Tori“ Bowieová (27. srpna 1990 – 23. dubna 2023) byla americká atletka, závodící na sprinterských tratích.
V roce 2015 skončila třetí ve finále běhu na 100 metrů na světovém šampionátu v Pekingu. Na olympiádě v Rio de Janeiro o rok později byla členkou zlaté americké štafety na 4 × 100 metrů, stříbrnou medaili vybojovala na 100 metrů, bronzovou pak na dvojnásobné trati. V srpnu 2017 se v Londýně stala mistryní světa v běhu na 100 metrů.
3. května roku 2023 bylo oznámeno, že Bowieová byla nalezena mrtvá ve svém domě na Floridě. Bylo jí 32 let. Podle pitevní zprávy byla v osmém měsíci těhotenství a zemřela kvůli komplikacím při porodu. Postihla ji eklampsie, život ohrožující záchvat křečí, který vyžaduje okamžitý zásah lékařů. Byla pohřbena na hřbitově v rodném Sand Hill ve státě Mississippi.

## Osobní rekordy
- 60 m (hala) – 7,11 s – 2016
- 100 m – 10,78 s – 2016
- 200 m – 21,77 s – 2017